# Нор (река)
Нор (ирл. An Fheoir) — река в Ирландии. Протяжённость — 140 км.
Река берёт своё начало на восточных склонах горы Дэвилс Бит в графстве Типперэри и протекает в юго-восточном направлении через графства Лиишь и Килкенни, после чего впадает в Барроу к северу от города Нью-Росс. Нор, вместе с реками Шур и Барроу носят название «Три сестры».
Нор почти на всём своём протяжении используется местным населением для орошения сельскохозяйственных угодий и пастбищ. До середины XIX века, когда в Ирландии произошел Великий голод, на берегах реки располагались многочисленные пивоварни, лесопилки, мраморные и шерстяные фабрики, мельницы и т. д.
Река довольно популярна среди любителей рыбной ловли, в акватории реки и её притоках насчитываются большие популяции лосося и бурой форели.